# آیین اسلام (نشریه)
آیین اسلام از مهمترین نشریات مذهبی-سیاسی که فعالیت خود را به سال ۱۳۲۳ ش شروع کرد. مدیریت آن با نصرت الله نوریانی بود و از حمایت علمی و اداری حاج مهدی سراج انصاری برخوردار بود.
هم چنین از نشریاتی بود که به فعالیت‌های انجمن‌ها و گروهها و افراد سیاسی-مذهبی به طور مبسوطی می‌پرداخت و به این دلیل همراه با پرداختن به مقالات دینی قوی مورد استقبال وسیع مردم قرار گرفت.
تاثیرگذاری آن تا حدی بود که حتی مراجع تقلید از وجوهات شرعی برای کمک به آن می‌دادند.
افرادی چون مهدی سراج انصاری، محمدباقر کمره‌ای، عطاءلله شهاب پور، میرزا خلیل کمره‌ای، محمدعلی خلیلی و حسینعلی راشد در آن قلم می‌زدند.
در طول سالهای متمادی فعالیتش، تلاش قابل توجهی در جهت ترویج اندیشه‌های دینی و دفاع از دین در برابر اتهامات دیگران داشت. از گرایش‌های آن دفاع از اسلام و روحانیت، توجه به واقعیت زمان، ترویج روحیه تحول خواهی در حوزه‌های علمیه م مراکز تبلیغات دینی بود.